# Nationaltemplarorden
Nationaltemplarorden (NTO) var en  nykterhetsorganisation som bildades 1922 genom sammanslagning av Nationalgodtemplarorden (NGTO) och Templarorden (TO).
Barn- och ungdomsverksamhet bedrevs genom Heimdal och NTO:s scoutförbund. 
Man utgav bland annat veckotidningen Templar-Kuriren, studietidskriften Ariel samt tillsammans med IOGT barntidningen Daggdroppen samt årskalendern Blå boken (1925-32 kallad Nykterhetsfolkets kalender). Man ägde NTO:s förlags AB, Vasatryckeriet i Stockholm samt den 1908 (av NGTO) grundade Wendelsbergs folkhögskola i Mölnlycke.
1933 hade man 936 lokalavdelningar (loger och tempel) med 36 000 medlemmar samt 382 barntempel med 17 000 medlemmar. Man hade 626 bibliotek och ägde 333 ordenshus.
1970 förenade sig NTO med IOGT och bildade IOGT-NTO, som "samlar män och kvinnor utan hänsyn till ras, nationalitet, religion, social ställning eller politisk åskådning".

## NTO:s ordförande
- Carl Gustaf Ekman 1922–1927
- Lars Fredriksson 1927–1933
- Erik Sehlin 1933–1945
- Hilding Friman 1945–1953
- Erik Englund 1953–1957
- Hilding Friman 1957–1970